# Скруда (Мінський повіт)
Скруда (пол. Skruda) — село в Польщі, у гміні Мрози Мінського повіту Мазовецького воєводства.
Населення — 115 осіб (2011).
У 1975-1998 роках село належало до Седлецького воєводства.

## Демографія
Демографічна структура станом на 31 березня 2011 року:
|          | Загалом | Допрацездатний вік | Працездатний вік | Постпрацездатний вік |
| -------- | ------- | ------------------ | ---------------- | -------------------- |
| Чоловіки | 59      | 16                 | 35               | 8                    |
| Жінки    | 56      | 12                 | 30               | 14                   |
| Разом    | 115     | 28                 | 65               | 22                   |